# Les Angles (station)
Pour les articles homonymes, voir Les Angles.
Les Angles est une station de sports d'hiver des Pyrénées françaises située dans le département des Pyrénées-Orientales en région Occitanie.

## Histoire
En 1961, 250 habitants habitaient ce petit village, l’agriculture et du pastoralisme étaient les principales activités. L'agriculture n'était pas facile dans la région, et les jeunes quittaient le village vers des emplois plus lucratifs. Le village perdait sa principale population. Le conseil municipal, sous le mandat de Paul Samson, prend la décision de développer le ski, un loisir qui peut être rentable et qui peut attirer des touristes et créer beaucoup d'emplois. Le terrain s’étendant du Pla Del Mir à Péborny semblait tout désigné.
Tout un village va alors décider de prendre son destin en main en refusant la fatalité de l’exode rural. Dès lors, la commune s'investira sans cesse dans le développement du ski, dans l’aménagement d’un grand domaine skiable, et dans des équipements modernes et innovants. La réussite de cette reconversion économique ne se démentira jamais.

## Géographie
La station est située dans les Pyrénées-Orientales (Occitanie), dans la commune des Angles sur les flancs du massif Roc d'Aude-Mont Llaret, proche de Font-Romeu.

## Infrastructures
Le village des Angles possède un domaine skiable de 55 km ouvert en hiver, deux écoles de ski et des sentiers nordiques pour les balades en raquette et les randonneurs de 40 km. Il y a aussi un centre ville avec un bowling. De plus, la station possède une activité decouverte particulière : une descente en luge sur rail, avec des pointes de vitesses à plus de 40 km/h. En tout, 40 millions de travaux pour aménager le village et la station.
La station a adapté ses infrastructures pour accueillir l'été une population de vététistes, avec en particulier un bike park avec des pistes aménagées pour le VTT de descente.

## Accès
Accès par la route 
• Paris : 880 km • Perpignan : 92 km • Carcassonne : 107 km • Toulouse : 178 km 
• Montpellier : 242 km • Marseille : 410 km • Bordeaux : 420 km • Nantes : 740 km
La gare la plus proche est Mont-Louis-La Cabanasse
Lignes : 
- Paris - Perpignan - Villefranche Vernet Les Bains - Mont Louis La Cabanasse
- Paris - Toulouse - Latour de Carol Enveigt - Mont Louis La Cabanasse

Au départ des Gares de Mont Louis et de Latour-de-Carol, des navettes bus assurent la liaison avec Les Angles.